# Horserødlejren (dokumentarfilm)
Horserødlejren er en dansk dokumentarisk optagelse fra 1917.

## Handling
Første verdenskrig. Krigsfanger. Russiske soldater i krigsfangelejren i Horserød. Soldaterne er beskæftiget med billardspil. Stuegang på infirmeriet. Læger og sygeplejersker. Festmåltid for officerer. Køkkenet. Skrædderværksted. Soldaterne udendørs i sneen. Kaster med snebolde. Skibet "Imperator" ankommer med flere russiske soldater til lejren. Vue over lejren. Sygeplejersker hjælper sårede soldater. Soldater udenfor barakkerne. Spisesal for menige. Der er julepyntet. Der spises. Skomagerværksted og bogbinderi.